# Líbano en los Juegos Olímpicos de Pekín 2008
Líbano estuvo representado en los Juegos Olímpicos de Pekín 2008 por seis deportistas, cuatro hombres y dos mujeres, que compitieron en cuatro deportes.
El portador de la bandera en la ceremonia de apertura fue el tirador Ziad Richa. El equipo olímpico libanés no obtuvo ninguna medalla en estos Juegos.